# 路城州
路城州，元朝时设置的州。
以南宋时的邕州右江道路程羁縻州改名，治所在今广西壮族自治区田林县西北潞城。属来安路。明朝洪武七年（1374年），废入利州。 